# Aichiアニソンフェス
Aichiアニソンフェス（あいち あにそんふぇす）は、愛知県モリコロパークで2023年10月7日-同月9日に開催予定であったイベント。主催はAICHIアニソンフェス実行委員会、「SACRA MUSIC FES.」を主催するSACRA MUSICが協力。
開催初日の3日前となる2023年10月4日に「運営側の不手際」を理由としてイベント中止を発表。

## 概要
2023年8月、「Aichiアニソンフェス」の開催が発表される。合わせて、ソニー・ミュージック内の音楽レーベル「SACRA MUSIC」の主催するイベント「SACRA MUSIC FES.」が国内初の「FES in FESイベント」として開催されることが発表され、「SACRA MUSIC」の全面協力であると報じられる。
8月17日から8月25日まで、web限定でのチケット先行販売を実施。
8月下旬から9月4日まで、「Aichiアニソンフェス」のポスター掲示及び店内放送が東海エリア・静岡県のローソンで実施。
9月23日からアニメイトでのチケット販売開始。
10月4日、「運営側の不手際」を理由としてイベントの開催中止を発表。
同日の中止発表を受け、各ニュースメディアが報道。報道によると中止に先立ちイベント会場となる公園の会場使用料が支払期限の4日午前までに入金がなく、実行委員会から一方的に中止を通告されたという。会場設営は4日から始まり10日に撤去が完了する予定だったと報じられている。
10月7日から同月31日まで、チケット払い戻しを実施。
この大きな不手際を鑑み、2024年以降は開催されないこととなった。

## 予定されていた内容
予定されていたイベント内容は、会場内に「メイン会場（有料エリア）」「コスプレ会場（無料エリア）」「キッチンカー（無料エリア）」の3つのエリアで3日間実施。
キッチンカーエリアには、約30台のキッチンカーがアニフェス会場に集合するとしていた。
メイン会場のチケットは、最高金額がSSエリア(3日券)の5万5千円(税込)、最安金額がCエリア(1日券)の6500円(税込)を予定していた。
メイン会場の案内図とチケット種別

## 出演予定者
- 出演予定であった者　
  - 出演予定者（第1弾発表者）
  - 出演予定者（第2弾発表者/SACRA MUSIC FES.）

| 2023年 10月7日(土)     | - AKINO with bless4 - JO☆STARS - 富永TOMMY弘明 - Coda - 橋本仁 - NoB - 前島麻由 - 横山智佐                            | 「SACRA MUSIC FES.」- ClariS - 三月のパンタシア - スピラ・スピカ - halca |
| 2023年 10月8日(日)     | - INSPIRE（万博応援隊） - AIJ/(K)NoW_NAME - JO☆STARS - 富永TOMMY弘明 - Coda - 橋本仁 - 谷本貴義 - 松本梨香 - 横山智佐 | 「SACRA MUSIC FES.」- ASCA - 玉置成実 - 安田レイ                         |
| 2023年 10月9日(月・祝) | - 亜咲花 - ZAQ - 谷本貴義 - 松本梨香 - Lia                                                                            | 「SACRA MUSIC FES.」- PENGUIN RESEARCH - FLOW - Who-ya Extended          |